# Папирусно канарче
Папирусно канарче или канарче на Ван Сомерен (Crithagra koliensis), е вид птица от семейство Чинкови (Fringillidae).

## Разпространение и местообитание
Разпространен е в Бурунди, Кения, Демократична република Конго, Руанда, Танзания и Уганда.